# Reprezentacja Jugosławii w piłce ręcznej mężczyzn
Reprezentacja Jugosławii w piłce ręcznej mężczyzn (mac. Репрезентација на Југославија во ракомет за мажи, serb.-chor. Reprezentacija Jugoslavije u rukometu za muškarce / Репрезентација Југославије у рукомету за мушкарце, słoweń. Reprezentanca Jugoslavije v rokometu za moške) – nieistniejący narodowy zespół piłkarzy ręcznych, który reprezentował Socjalistyczną Federacyjną Republikę Jugosławii w meczach i turniejach międzynarodowych organizowanych przez IHF. W języku macedońskim, serbsko-chorwackim i słoweńskim reprezentacja Jugosławii nosiła przydomek Plavi (Niebiescy).

## Udział w międzynarodowych turniejach

### Igrzyska olimpijskie
| Udział w igrzyskach olimpijskich | Udział w igrzyskach olimpijskich | Udział w igrzyskach olimpijskich | Udział w igrzyskach olimpijskich | Udział w igrzyskach olimpijskich | Udział w igrzyskach olimpijskich | Udział w igrzyskach olimpijskich | Udział w igrzyskach olimpijskich | Udział w igrzyskach olimpijskich | . | Uwagi |
| Rok                              | Runda                            | Miejsce                          | M                                | W                                | R                                | P                                | B+                               | B-                               | . | Uwagi |
| -------------------------------- | -------------------------------- | -------------------------------- | -------------------------------- | -------------------------------- | -------------------------------- | -------------------------------- | -------------------------------- | -------------------------------- | - | ----- |
| 1972                             | Finał                            | 1/16                             | 7                                | 6                                | 0                                | 0                                | 122                              | 89                               | . |       |
| 1976                             | Faza grupowa                     | 5/12                             | 5                                | 4                                | 0                                | 1                                | 110                              | 93                               | . |       |
| 1980                             | Faza grupowa                     | 6/12                             | 8                                | 5                                | 0                                | 3                                | 195                              | 159                              | . |       |
| 1984                             | Finał                            | 1/12                             | 6                                | 5                                | 1                                | 0                                | 141                              | 93                               | . |       |
| 1988                             | Faza grupowa                     | 3/12                             | 6                                | 4                                | 1                                | 1                                | 143                              | 132                              | . |       |
| 1992                             | Dyskwalifikacja                  | Dyskwalifikacja                  | Dyskwalifikacja                  | Dyskwalifikacja                  | Dyskwalifikacja                  | Dyskwalifikacja                  | Dyskwalifikacja                  | Dyskwalifikacja                  | . |       |

### Mistrzostwa świata
| Udział w mistrzostwach świata | Udział w mistrzostwach świata | Udział w mistrzostwach świata | Udział w mistrzostwach świata | Udział w mistrzostwach świata | Udział w mistrzostwach świata | Udział w mistrzostwach świata | Udział w mistrzostwach świata | Udział w mistrzostwach świata | . | Uwagi |
| Rok                           | Runda                         | Miejsce                       | M                             | W                             | R                             | P                             | B+                            | B-                            | . | Uwagi |
| ----------------------------- | ----------------------------- | ----------------------------- | ----------------------------- | ----------------------------- | ----------------------------- | ----------------------------- | ----------------------------- | ----------------------------- | - | ----- |
| 1938                          | Nie brała udziału             | Nie brała udziału             | Nie brała udziału             | Nie brała udziału             | Nie brała udziału             | Nie brała udziału             | Nie brała udziału             | Nie brała udziału             | . |       |
| 1954                          | Nie brała udziału             | Nie brała udziału             | Nie brała udziału             | Nie brała udziału             | Nie brała udziału             | Nie brała udziału             | Nie brała udziału             | Nie brała udziału             | . |       |
| 1958                          | II faza grupowa               | 8/16                          | 6                             | 2                             | 0                             | 4                             | 101                           | 96                            | . |       |
| 1961                          | Faza grupowa                  | 9/12                          | 2                             | 0                             | 0                             | 2                             | 29                            | 32                            | . |       |
| 1964                          | II faza grupowa               | 6/16                          | 6                             | 2                             | 2                             | 2                             | 102                           | 96                            | . |       |
| 1967                          | Ćwierćfinał                   | 7/16                          | 6                             | 4                             | 0                             | 2                             | 136                           | 110                           | . |       |
| 1970                          | Półinał                       | 3/16                          | 6                             | 4                             | 1                             | 2                             | 119                           | 80                            | . |       |
| 1974                          | II faza grupowa               | 3/16                          | 6                             | 3                             | 0                             | 3                             | 106                           | 105                           | . |       |
| 1978                          | II faza grupowa               | 5/16                          | 6                             | 4                             | 1                             | 1                             | 108                           | 96                            | . |       |
| 1982                          | II faza grupowa               | 2/16                          | 7                             | 4                             | 1                             | 2                             | 183                           | 155                           | . |       |
| 1986                          | II faza grupowa               | 1/16                          | 7                             | 7                             | 0                             | 0                             | 168                           | 145                           | . |       |
| 1990                          | II faza grupowa               | 4/16                          | 7                             | 4                             | 0                             | 3                             | 169                           | 156                           |   |       |